# 臺鐵列車駕駛

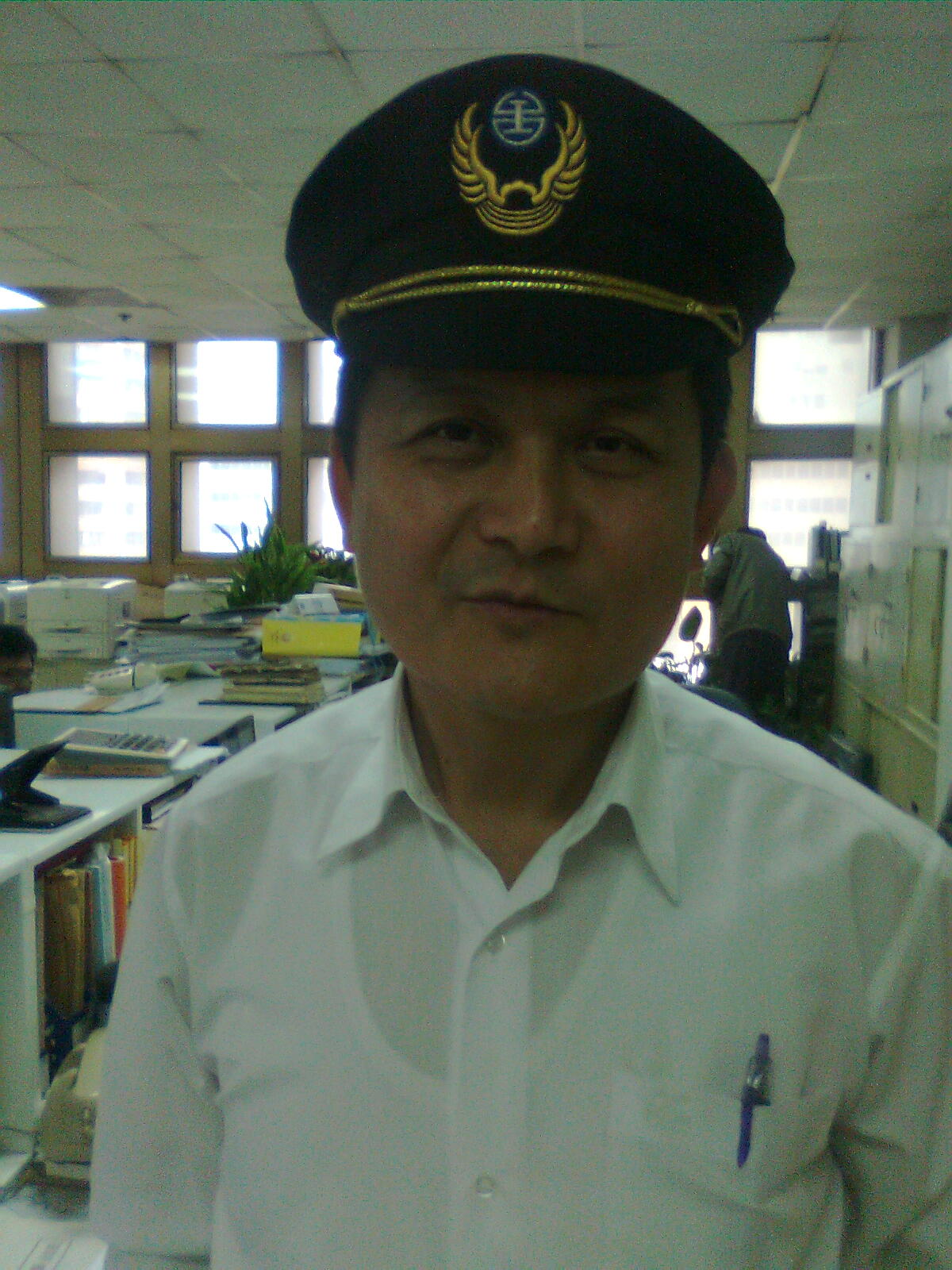
戴著制帽、剛休班的臺鐵司機員

臺灣鐵路管理局列車駕駛通常包含司機員、機車長及機車助理。就職稱來說，實際於臺灣鐵路擔任列車駕駛的動力車乘務員約1,200人。連同整備員、學習司機員、未實際擔任運轉乘務或尚未正式取得駕駛證照的其他職稱人員，全部共約1,500人。

## 機班

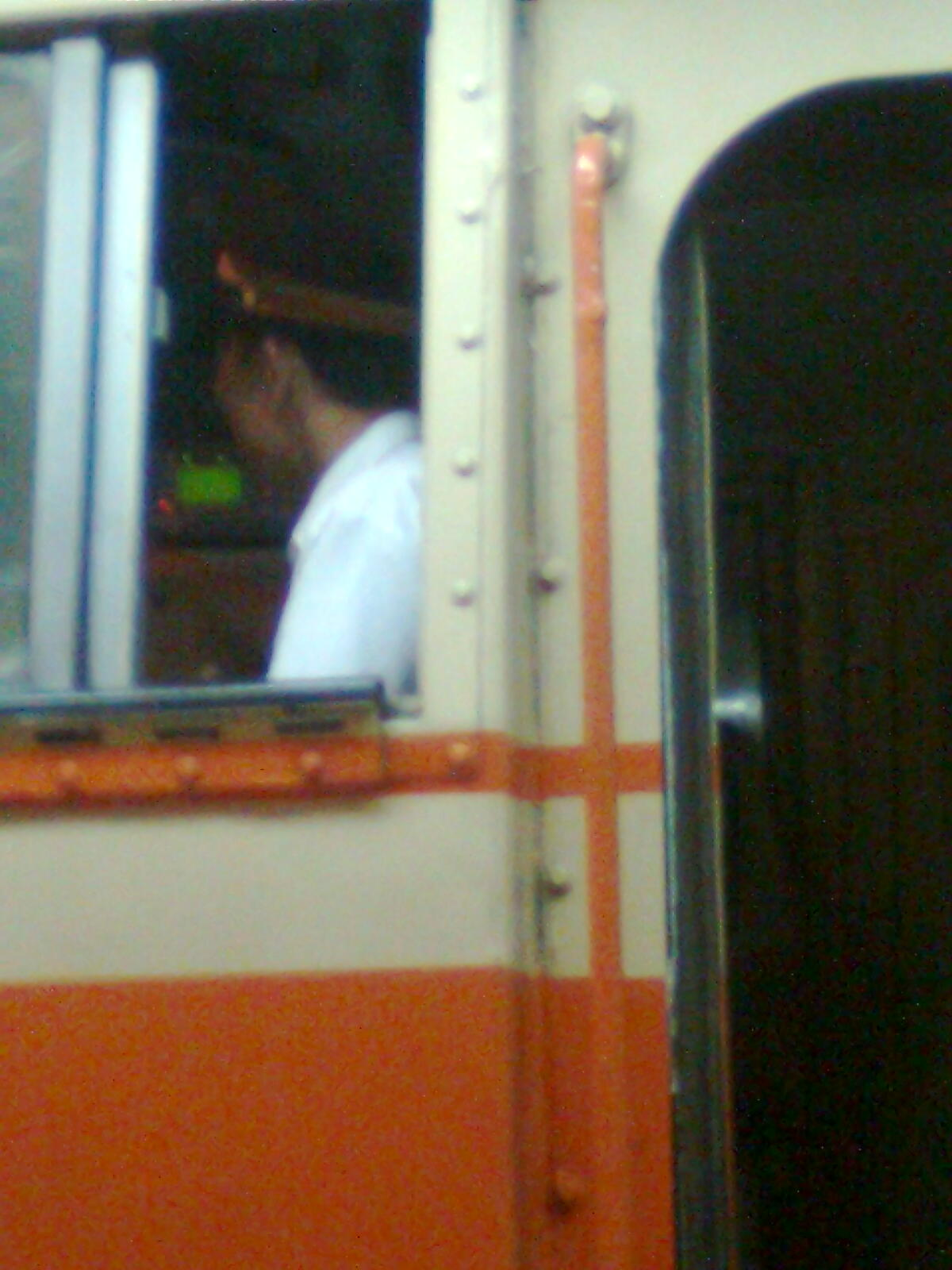
駕駛乘務中的臺鐵司機員（臺鐵E200型電力機車）

於實際運作方面，整體動力車乘務員可稱為機班，其每人值乘工作稱為工作班。機班整合時刻表來擔任列車行駛工作，並以每100－250位員額，配置於臺鐵9個機務段。其中高雄機務段下轄左營機務分段，配置司機員人數也最多。

## 乘務時間
在工作時間方面；臺鐵機班比照變形工時概念，採平均工時6小時30分鐘（每月工作時數／每月總班數）；其中不含強制休息之管制時間。另外於薪資方面，最基層機班連同「乘務旅費」、「誤餐費」等，平均月薪可達新臺幣5萬元以上，不過實際薪資視服務年資及職位高低而有所不同。至於工作項目，除了駕駛列車外，司機員亦需具備動力車的簡易維修能力，也因為如此，臺鐵招考機班時，常以「機檢工程」為錄取項目名稱。

## 工作

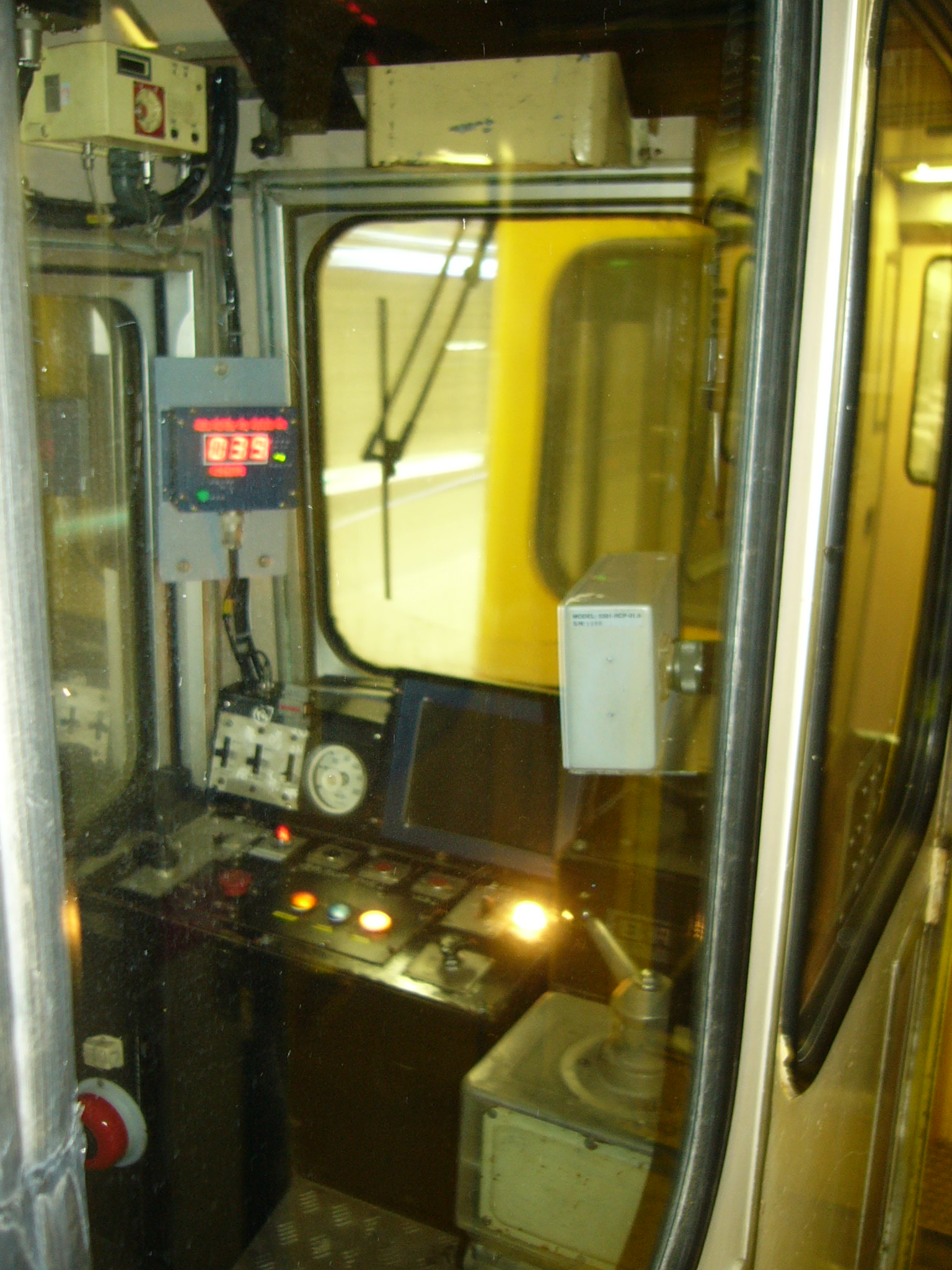
臺鐵EMU300型電聯車駕駛室

就同樣軌道運輸的臺灣高鐵及臺灣捷運系統來做比較，臺鐵機班工作環境如過小駕駛室、過長乘務距離、配置平交道的B型路權行駛等，是臺灣軌道中工作條件較不理想，惟近年來臺鐵主管單位已有相當幅度改善。這些機班週遭環境的軟硬體改進，亦吸引了更多高學歷的大學畢業生及碩士畢業生陸續進入臺鐵機班的行列。

## 女性乘務員
隨著《性別工作平等法》通過，以往男性才能報考臺鐵司機員的限制已被廢除；女性只要能通過稍為不利的握力35公斤門檻後，就有公平與男性競爭職務的條件。2012年邱千芳通過合格審查，成為臺鐵成立123年來首位具備司機員資格的女性，至2019年已經增員14名，預計10月後將再增加3名。至2021年為止，共有15位女性司機員在崗位上。